# Citrato de sódio
Citrato de sódio ou citrato trissódico é o sal de sódio do ácido cítrico com a fórmula química Na3C6H5O7. Possui um sabor salino, medianamente tartárico. Por esta razão, citratos de certos metais alcalinos e alcalino terrosos (e.g. citratos de sódio e cálcio) são comumente conhecidos como sal azedo (ocasionalmente o ácido cítrico é erroneamente chamado sal azedo).

## Obtenção
Sendo o citrato de sódio o sal tribásico do ácido cítrico ele é produzido por neutralização total do ácido cítrico com uma fonte de sódio de alta pureza, como o hidróxido de sódio, o bicarbonato de sódio ou o carbonato de sódio.
H3C6H5O7 + 3NaOH → Na3(C3H5O(COO)3) + 3H2O
H3C6H5O7 + 3 NaHCO3 → Na3(C3H5O(COO)3) + 3 H2O + 3 CO2↑
2 H3C6H5O7 + 3 Na2CO3 → 2 Na3(C3H5O(COO)3) + 3 H2O + 3 CO2↑

## Aplicações
Citrato de sódio é principalmente usado como um aditivo alimentar ou como um conservante . Citrato de sódio é empregado como um agente flavorizante em certas variedades de soda.
Citrato de sódio é comum como um ingrediente em, refrigerantes de limão, lima e cítricos, contribuindo com seus gostos ácidos, e pode também ser encontrado em refrigerantes energéticos.
Em 1914, o doutor belga Albert Hustin e o médico e pesquisador argentino Luis Agote usaram com sucesso citrato de sódio como um anticoagulante em tranfusões de sangue. Ele continua a ser usado hoje em tubos de coleta de sangue e para a preservação de sangue em bancos de sangue. O íon citrato quelata íons de cálcio no sangue, rompendo com o mecanismo de coagulação.
Como uma base conjugada de um ácido fraco, citrato pode formar um agente tamponador, resistindo a mudanças no pH. O citrato de sódio é usado para controlar acidez em algumas substâncias, tais como sobremesas de gelatina. Pode ser encontrado nas pequenas embalagens de leite usadas em máquinas de café. O composto é o produto básicos de anti-ácidos tais como o Alka-Seltzer quando se dissolvem em água.
Em 2003, Oopvik, et al. mostraram que o uso de citrato de sódio (aprox. 37 gramas) melhora a performance de corredores de 5 km em 30 segundos.
Citrato de sódio é usado para tratar desconforto em infecções no trato urinário, tais como cistite, para reduzir a acidose vista em distal acidose renal tubular, e pode também ser usado como um laxativo osmótico.
É usado pelo chefe de cozinha Heston Blumenthal em sua série de televisão In Search of Perfection como um ingrediente chave na produção de fatias de queijos.